# Sergia prehensilis
Sergia prehensilis är en kräftdjursart som först beskrevs av Charles Spence Bate 1881.  Sergia prehensilis ingår i släktet Sergia och familjen Sergestidae. Inga underarter finns listade i Catalogue of Life.